# What U Need
What U Need è un singolo della cantante statunitense JoJo, pubblicato il 7 agosto 2020 come secondo entratto dal quarto album in studio Good to Know.

## Descrizione
Scritto da JoJo, Brittany Coney e Denisia Andrews e prodotto da NOVA Wav, il brano non appare nella versione originale dell'album Good to Know. Esso infatti è incluso soltanto nell'edizione Deluxe, estratto come singolo proprio per la sua promozione.

## Video musicale
Il videoclip di accompagnamento della canzone, pubblicato in concomitanza con l'uscita del singolo sul canale YouTube della cantante, è stato diretto da Antonio Flores.
Nella clip, le cui riprese iniziano in un bar, JoJo canta la canzone mentre esegue una coreografia con un gruppo di ballerini. La cantante ha spiegato come volesse che il video fosse semplice e colorato: niente particolari storyline, semplicemente musica e danza.

## Tracce
Download digitale
1. What U Need – 4:08